# Алкоррегу
Алкоррегу (порт.  Alcôrrego) — фрегезия (район) в муниципалитете Авиш округа Порталегре в Португалии. Территория — 57,73 км². Население — 427 жителей. Плотность населения — 7,4 чел/км².